# تایتان‌ها (مجموعه تلویزیونی ۲۰۱۸)
تایتان‌ها (به انگلیسی: Titans) یک مجموعه تلویزیونی آمریکایی تحت وب در ژانر ابرقهرمانی است که بر پایه گروه تایتان‌های نوجوان از شرکت دی‌سی کامیکس می‌باشد. آکیوا گلدزمن، جف جانز و گرگ برلانتی از توسعه دهندگان این مجموعه می‌باشند. برنتون توایتز در نقش دیک گریسون /نایت وینگ رهبر تایتان‌ها در کنار بازیگرانی همچون آنا دیوپ، تیگن کرافت، رایان پاتر، کران والترز و کانر لزلی به ترتیب نقش شخصیت‌های استارفایر، ریون، بیست بوی، جیسون تاد و دانا تروی را ایفا می‌کنند.
تایتان‌ها متشکل از ۱۱ قسمت از ۱۲ اکتبر ۲۰۱۸ پخش شد. بلافاصله پس از نخستین نمایش مجموعه، تایتان‌ها برای فصل دوم نیز تمدید شد که از ۶ سپتامبر ۲۰۱۹، به تعداد سیزده قسمت پخش شد. فصل سوم و چهارم توسط اچ‌بی‌او مکس از اوت ۲۰۲۱ تا مه ۲۰۲۳ به نمایش در آمد. در مه ۲۰۱۸، خبر ساخت یک مجموعه اسپین‌آف تحت عنوان دووم پاترول اعلام شد که پس از رخدادهای تایتان‌ها روایت می‌شود.

## بازیگران
- برنتون توایتز در نقش ریچارد «دیک» گریسون / رابین / نایت وینگ: هنرمند سیرک پیشین که پس از مرگ والدینش توسط بتمن برای مبارزه با جرم و جنایت آموزش دید و تبدیل به یکی از همراهان وی شد.
- آنا دیوپ در نقش کوریاند'ر / استارفایر: یک پرنسس قدرتمند بیگانه که دچار یادزدودگی شده است و فراموش کرده که از کجا آمده است.
- تیگن کرافت در نقش ریچل راث / ریون: دختری عرفانی با توانایی همدلی که فرزند شیطان است که قدرت‌هایش توسط احساسات او کنترل می‌شوند.
- رایان پاتر در نقش گارفیلد لوگان / بیست بوی: یک پسر نوجوان با توانایی دگرپیکری به هر حیوانی که این قدرت را بواسطه اثرات جانبی دارویی بدست آورد که او را در مقابل بیماری کشنده درمان کرده بود. همچنین او یکی از اعضای سابق تیم دووم پاترول محسوب می‌شد.
- کران والترز در نقش جیسون تاد/رابین: پسر یتیمی که بروس وین به فرزند خواندگی پذیرفت و توسط او تعلیم دید. در فصل سوم جیسون به رد هود تبدیل شد.

### غیر همیشگی
- آلن ریچسون در نقش هنک هال / هاوک: یک مرد درشت اندام، پرخاشگر و حمله‌ای است که همراه با همکار و دوست‌دخترش داو با جرم و جنایت به مبارزه می‌پردازد.
- مینکا کلی در نقش داون گرنجر / داو: یک مأمور خودخوانده دفاعی و استراتژیک است که همراه با همکار و دوست‌پسرش هاوک با جرم و جنایت به مبارزه می‌پردازد.
- لیندسی گورت در نقش ایمی رُوربَک: یک کارآگاه پلیس و همکار جدید دیک گریسون.
- جف کلارک در نقش پدر هسته‌ای
- ملودی جانسون در نقش مادر هسته‌ای
- جنی راس در نقش خواهر هسته‌ای
- لوگان تامپسون در نقش پسر هسته‌ای
- سیموس دور در نقش ترایگان: پدر ریچل، یک نهاد کیهانی با قدرت ویران کردن جهان‌ها.
- کانر لزلی در نقش دانا تروی / واندر گرل

### مهمان
- شریلین فن در نقش ملیسا راث: مادر خوانده ریچل
- ریچل نیکولز در نقش آنجلا آزاراث: مادر واقعی ریچل
- برونو بیچیر در نقش نایلز کولدر / چیف: دکتر ارشد در علوم پزشکی که به عنوان رهبر تیم دووم پاترول به‌شمار می‌رود.
- آوریل بالبی در نقش ریتا فار دیتون / الاستی-گرل: یکی از اعضای دووم پاترول و هنرپیشه سابق، که در معرض گازهای سمی قرار گرفت و قادر به کنترل، افزایش یا کاهش اندازه فیزیکی بدنش شد.
- برندن فریزر و جک مایکلز در نقش کلیفورد استیل / مرد رباتی: یکی از اعضای دووم پاترول که سابقاً در مسابقه‌های اتومبیل‌رانی شرکت می‌نمود.
- دوین مورفی در نقش لری ترینر / نگتیو من: یکی از اعضای دووم پاترول و خلبان سابق که در انرژی منفی سقوط کرده بود.
- لستر اسپیت در نقش کلیتون ویلیامز
- مارینا سرتیس در نقش مادر داون
- الیوت نایت در نقش دان هال / داو

### معرفی شده در فصل ۲
- جاشوا اورپین در نقش کانر کنت / سوپربوی
- آسای مورالس در نقش اِسلِید ویلسون / دث‌استروک: سرباز زبده و آدمکشی پیشرفته
- مایکل ماسلی در نقش دکتر آرتور لایت
- چلسی ژانگ در نقش رز ویلسون: دختر اسلید
- چلا من در نقش ژوزف ویلسون / جریکو: پسر لال اسلید
- ایان گلن در نقش بروس وین / بتمن: مربی سابق دیک
- ناتالی گامید در نقش مرسی گریوز: محافظ شخصی و دست راست حیله‌گر لکس لوتر
- درو وان اکر در نقش گارث / آکوالد: یکی از مؤسسین تیم تایتان‌ها و از پیروان آکوامن
- جِنِویو انجلسون در نقش دکتر ایو واتسون
- هانکه تالبوت در نقش سلیندا فلیندرز / شیمر یک فرا انسان با توانایی ابرانسانی دگردیسی مواد
- داماریس لوئیز در نقش بلک‌فایر: خواهر کوریاند'ر
- پیتر مک‌نیل در نقش لیونل لوتر: دانشمند بازنشسته و پدر لکس لوتر
- مایکو نگوین در نقش آدلاین کین: مادر جریکو
- کوری گراهام در نقش استوارت: خالق لباس دیک